# Lemme de Whitehead
Le lemme de Whitehead, nommé d'après J. H. C. Whitehead,, est un lemme d'algèbre abstraite qui permet de décrire le sous-groupe dérivé du groupe général linéaire infini d'un anneau unitaire,. Il est utilisé en K-théorie algébrique,.

## Notations
Soit R un anneau unitaire.
Le groupe des matrices inversibles de taille n à coefficients dans R est noté GL(n, R) et la réunion croissante de ces groupes est notée GL(R).
Le sous-groupe de GL(n, R) engendré par les matrices élémentaires de transvections est noté E(n, R). Le sous-groupe de GL(R) constitué de la réunion des E(n, R) est noté E(R).
Dans un groupe G, le sous-groupe dérivé (engendré par les commutateurs [x, y] = xyx−1y−1) sera noté ici [G, G].

## Énoncés
Divers énoncés portent en fait le nom de « lemme de Whitehead ».
1. Pour toutes matrices A et B dans GL(n, R),{\displaystyle {\begin{pmatrix}AB&0\\0&I_{n}\end{pmatrix}}\in {\begin{pmatrix}A&0\\0&B\end{pmatrix}}~{\rm {E}}(2n,R),}[7]autrement dit : pour toute matrice B dans GL(n, R),{\displaystyle {\begin{pmatrix}B&0\\0&B^{-1}\end{pmatrix}}\in {\rm {E}}(2n,R).}
2. Le groupe dérivé du groupe linéaire infini est le sous-groupe engendré par les matrices élémentaires de transvections[1],[4],[5] :[GL(R), GL(R)] = E(R).
3. De plus, ce sous-groupe est parfait : [E(R), E(R)] = E(R).

## Remarques
L'analogue des énoncés 2 et 3 pour GL(n, R) et E(n, R) est faux, par exemple pour R égal au corps fini ℤ/2ℤ et pour n = 2 : GL(2, ℤ/2ℤ) est non abélien et d'ordre 6, donc isomorphe au groupe symétrique S3, dont le groupe dérivé est le sous-groupe alterné A3, alors que E(2, ℤ/2ℤ) est égal à GL(2, ℤ/2ℤ) tout entier.
Cependant :
- d'après la deuxième relation de Steinberg eik(λμ) = [eij(λ), ejk(μ)] pour i, j, k distincts, E(n, R) est parfait dès que n ≥ 3[3].
- si R est un anneau euclidien ou un anneau commutatif semi-local, E(n, R) est égal au groupe spécial linéaire SL(n, R) tout entier[7].
- si R est un anneau de polynômes à un nombre fini d'indéterminées sur un corps, E(n, R) = SL(n, R) pour n ≥ 3, d'après un théorème de Suslin[9].

Le premier de ces trois points assure que E(R) = [E(R), E(R)] ⊂ [GL(R), GL(R)]. Pour l'inclusion réciproque de [GL(R), GL(R)] dans E(R), il suffit d'utiliser l'énoncé 1 ci-dessus du « lemme de Whitehead » et l'égalité
L'énoncé 2 du lemme de Whitehead revient à dire que le sous-groupe E(R) est normal dans GL(R) et que le groupe quotient GL(R)/E(R) est l'abélianisé K1(R) de GL(R). Si l'anneau R est commutatif, on a un morphisme déterminant, de K1(R) dans le groupe R× des inversibles de R. Pour que ce soit un isomorphisme, il suffit que E(n, R) = SL(n, R) pour tout n assez grand, comme dans les « bons cas » ci-dessus, mais il ne suffit pas que R soit principal.